# مايك كيارني
مايك كيارني (بالإنجليزية: Mike Kearney)‏ هو لاعب كرة قدم بريطاني في مركز الهجوم، ولد في 18 فبراير 1953 في غلاسكو في المملكة المتحدة. لعب مع شروزبري تاون ونادي تشستر سيتي ونادي ريدنغ.